# Lindum
Lindum (en llatí Colonia Domitiana Lindensium, en grec antic Λίνδον) era una ciutat de Britànnia que Claudi Ptolemeu situa al país dels coritans.
Se la menciona diverses vegades. A la llista del geògraf anònim de Ravenna se l'anomena "colònia", i l'Itinerari d'Antoní diu simplement Lindum, quan parla de la via (la Fosse Way) des de Londinum a la Muralla d'Adrià, i passa per Lindum. També la menciona a la ruta que anava de Londinum a Eboràcum. L'any 314 aC un bisbe de la ciutat, Adelfius, va anar al sínode d'Arle. La font diu "de civitate colonia Londinensium" però segurament hauria de dir "lindinesium" perquè "Londinensium" (Londinum) era representada per Restitutus i perquè Lindum és l'única que va poder ser colònia.
Correspon a la moderna Lincoln, al Lincolnshire. Conserva encara una porta d'entrada a la ciutat d'origen romà.